# Трубачёв, Олег Николаевич
Оле́г Никола́евич Трубачёв (23 октября 1930, Сталинград — 9 марта 2002, Москва) — советский и российский языковед-славист, исследователь этимологии славянских языков и славянской ономастики; специалист в области сравнительно-исторического языкознания, лексикограф. Доктор филологических наук, член-корреспондент АН СССР (1972), академик РАН (1992).

## Биография
В 1952 году окончил филологический факультет Днепропетровского университета. Кафедра русского языка, научный руководитель — Я. А. Спринчак, специалист по русскому историческому синтаксису. В дипломе О. Трубачёва проставлена специальность «филолог (русский язык и литература)», он оканчивал университет уже славистом, представив две дипломные работы: основную — «Общеславянская лексика в основном словарном фонде русского языка» и дополнительную — о болгарском возрождении (Христо Ботев, Иван Вазов).
По окончании Днепропетровского университета был приглашён в Москву, в иностранный отдел газеты «Комсомольская правда» и в Антифашистский комитет советской молодёжи. Будучи сотрудником молодёжной газеты и Антифашистского комитета, он в качестве переводчика принял участие во Всемирном фестивале молодёжи и студентов в Австрии. В то время на Пречистенке, рядом с Антифашистским комитетом, располагался и Институт славяноведения АН СССР, и Олег Николаевич поступил туда в аспирантуру (вначале — заочную), начав заниматься научными проблемами.
В 1952—1953 — референт Антифашистского комитета советской молодёжи.
С 1953 года аспирант Института славяноведения, с этого времени этимология становится доминирующим направлением его научной деятельности. Будучи сотрудником московской редакции «Комсомольской правды», числился в заочной аспирантуре, затем до 1961 года работал под руководством проф. С. Б. Бернштейна. В период послевоенного подъёма сравнительно-исторического языкознания[уточнить], в том числе славянского, в советской лингвистике, Трубачёв встал в ряд таких признанных специалистов в славистике, балтистике и индоевропеистике, как В. Н. Топоров, Вяч. Вс. Иванов, Н. И. Толстой, В. М. Иллич-Свитыч, В. А. Дыбо, А. А. Зализняк.
Трубачёва отличали работоспособность, пунктуальность и знание языков: уже в молодости он говорил на основных европейских и славянских языках, знал на уровне текста и сравнительной грамматики практически все древние индоевропейские языки.
В 1958 году была присвоена учёная степень кандидата филологических наук, диссертация «История славянских терминов родства и некоторых древнейших терминов общественного строя». С этого времени принимал участие во всех международных съездах славистов.
- С 1960 — член Советского комитета славистов; в 1996—2002 годах председатель Национального комитета славистов России.
- С 1963 — ответственный редактор непериодической серии «Этимология».
- 1966 — доктор филологических наук, диссертация «Ремесленная терминология в славянских языках».
- В 1966 году избран членом Международного комитета ономастических наук; назначен заместителем директора Института русского языка АН СССР, заведующий сектором этимологии и ономастики.
- 1970 — награждён медалью «За доблестный труд. В ознаменование 100-летия со дня рождения Владимира Ильича Ленина».
- С 28 ноября 1972 года член-корреспондент АН СССР по Отделению литературы и языка (языкознание).
- 1975 — награждён орденом «Знак Почёта».
- 1980 — избран членом-корреспондентом Финно-угорского общества Финляндия.
- 1983 — избран членом-корреспондентом Академии наук и искусств Загреб, Югославия.
- С 1987 — член Научного совета по проблемам русской культуры АН СССР (РАН)[уточнить].
- 11 июня 1992 года — избран академиком РАН по Отделению литературы и языка.
- 1994 — награждён золотой медалью им. В. И. Даля РАН «за фундаментальный лексикографический труд „Этимологический словарь славянских языков (праславянский лексический фонд)“».
- 2001 — стал лауреатом премии имени А. С. Пушкина РАН «за работу „Этногенез и культура древнейших славян. Лингвистические исследования“»[3].

Трубачёв состоял в патриотической Ассоциации по комплексному изучению русской нации (АКИРН) под председательством профессора Е. С. Троицкого.
Умер 9 марта 2002 года, похоронен на Троекуровском кладбище.
Супруга — лексикограф Г. А. Богатова (1930—2025).

## Научная деятельность
Был одним из ведущих специалистов в области этимологии славянских языков и славянской ономастики. Осуществил перевод, редактирование и дополнение «Этимологического словаря русского языка» М. Фасмера. Под его руководством создавался многотомный «Этимологический словарь славянских языков. Праславянский лексический фонд». При реконструкции автор свободно пользовался пятнадцатью славянскими языками в их современном и древнем виде. Публикация словаря, выходившего с 1974 года регулярно, каждый год по выпуску, стала явлением не только славянской культуры, но и мировой славистики и индоевропеистики.
Трубачёв писал о принципиальной невозможности северной локализации прародины индоевропейцев, которую он относил к Среднему Подунавью. Он считал, что славяне изначально были земледельцами, скифов-земледельцев, и в целом скифов и сарматов нельзя отождествлять со славянами. Название «венеты», по его мнению, было перенесено на славян относительно поздно и лишь в южнобалтийском ареале. Трубачёв разделял концепцию Донской Руси, но писал, что термин «Русь» не может происходить от названия роксоланов.

## Оценка научного наследия

### Лингвистика и славистика
По мнению В. Н. Топорова, Трубачёв представляет собой «целую эпоху в языкознании» и особенно «в сфере гуманитарного знания второй половины XX века». Именно деятельность Трубачёва в области этимологии «произвела переворот в самом понимании задач» этого раздела лингвистики и труды Трубачёва по данной теме являются «той колыбелью, где завязывалось достойное будущее этимологии».
Американский славист Хенрик Бирнбаум отмечал, что работы Трубачёва по этногенезу славян «ввели в научный обиход ряд проницательных соображений» и представляют собой «впечатляющий пересмотр существующих лингвистических данных и известных гипотез <…> даже на современной стадии методологической изощрённости». При этом Бирнбаум не разделяет основные положения его локализации славянской прародины к югу от Карпат, а Ю. Удольф утверждает, что ни топонимия, ни лингвистика, ни археология не свидетельствуют в пользу паннонской прародины.
Археолог В. В. Седов утверждал, что в работах Трубачёва содержится множество интересных замечаний и наблюдений, имеющих существенное значение для проблемы славянского этногенеза.

### Indoarica в Северном Причерноморье
Трубачёв является автором спорной теории об индоарийском лингвоэтническом компоненте в Северном Причерноморье, который, по его мнению, отразился в античной эпиграфике и топонимии региона. Он занимался этой темой с 1973 года, его наработки были обобщены в сборнике его статей «Indoarica в Северном Причерноморье» (1999).
По мнению историка С. Р. Тохтасьева, данная теория реанимировала смелые идеи немецкого филолога П. Кречмера, отвергнутые западной наукой, чьи построения были вдохновлены созвучием этнонима синды с наименованием обитателей долины ведийской реки Синдху (Инд), а также наступлением сил вермахта на Кубани.
Однако, как указывает индоевропеист Вяч. Вс. Иванов, Трубачёв был лишь одним из ряда исследователей, последовавших за Кречмером, указывая на А. Тумба и Р. Хаушильда (1958), а также отмечая, что первым предположение о индоарийском компоненте выдвинул уже П. К. Услар (1881). А. К. Шапошников отмечает, что первая публикация Кречмера о индоарийском компоненте в Северном Причерноморье вышла в 1928 году, а Л. А. Гиндин указывает на серию публикаций Кречмера касательно данной темы, вышедших уже в 1927, 1928 и 1933 годах соответственно. Сам Трубачёв подчёркивал, что «Услар ограничился вскользь высказанной догадкой о пребывании индийцев на Кавказе», а Кречмер лишь стоял у истоков проблемы, которую он развил, попытавшись обосновать индоарийский характер не только синдов и меотов, но и крымских тавров и Старой Скифии Геродота, а также предложив сотни новых этимологий.
Индолог Т. Я. Елизаренкова отмечает, ссылаясь на монографию Трубачёва, что индоарии отправились на юг с индоиранской прародины в Северном Причерноморье, «оставляя на своём пути многочисленные лексические следы». Лингвисты Т. В. Гамкрелидзе и Вяч. Вс. Иванов, ссылаясь на Кречмера, Трубачёва, Тумба и Хаушильда, отмечают наличие «в районе Северного Причерноморья в области Кубани, а также в Прикаспии» следов арийских племён и соответствующих названий, тогда как этимологии Трубачёва оценивают как «возможные», приводя при этом ссылку на Айлерса и Майрхофера с возражениями против сопоставлений Кречмера. Позже Иванов, ссылаясь на работы тех же авторов, включая новую статью Трубачёва (1998), отмечал, что «нельзя считать исключённой индоарийскую принадлежность хотя бы части обитателей области… майкопской культуры». Теория Трубачёва была поддержана также немецким индоевропеистом В. П. Шмидом и российским лингвистом В. Н. Топоровым. Кроме того, ряд исследователей видит в индоарийской теории единственное возможное решение неясной этимологии славянского теонима «Сварог».
Иранист и индолог Д. И. Эдельман пишет, что возможность сохранения индоарийского этнического компонента в Северном Причерноморье составляет «отдельную проблему», как и «возможность проникновения в славянские языки индоарийских заимствований, которые не во всех случаях отличимы от иранских». Смежную позицию в отношении индоарийского лингвоэтнического компонента в Северном Причерноморье занял историк С. В. Кулланда, который в своей монографии «Скифы: язык и этногенез» (2016), соглашаясь с критикой теории Трубачёва Э. А. Грантовским и Д. С. Раевским, тем не менее утверждает, что имеются «основания несколько модифицировать старую гипотезу о предполагаемом индоарийском населении Восточной Европы» и на основе языковых данных обосновывает, что синды и меоты Северо-Западного Кавказа, сыгравшие особую роль в этногенезе Причерноморских скифов, говорили на «неиранском арийском языке».
Исследования Трубачёва в области языковых реликтов Северного Причерноморья продолжил его ученик, научный сотрудник Института русского языка им. В. В. Виноградова РАН А. К. Шапошников. Он кардинально изменил их историческую интерпретацию, считая индоариев не автохтонами, оставшимися на прародине, а пришельцами из Закавказья. Шапошников отмечает, что использование названия «индоарийский» по отношению к рассматриваемому языковому комплексу не вполне корректно, поскольку обнаруженный Трубачёвым ареал реликтов, будучи генетически родственным индоарийским языкам Индостана, тем не менее представляет собой особый «синдо-меотский язык», отчасти близкий в фонетическом и, возможно, синтаксическом плане к цыганскому языку. По мнению филолога-германиста Н. А. Ганиной, приравнивание Шапошниковым понятия «индоарийский» к «цыганскому» в отношении «древних индоарийских (таврских и синдомеотских) реликтов в Северном Причерноморье» лишь заставляет сожалеть, что «замечательный по своей глубине и тщательности анализа труд О. Н. Трубачёва остался до такой степени не понятым».
Теория Трубачёва была подвергнута критике советскими иранистами и скифологами Э. А. Грантовским и Д. С. Раевским, австрийским индологом-лингвистом М. Майрхофером, российским историком, специалистом по античной эпиграфике Северного Причерноморья С. Р. Тохтасьевым, немецким лингвистом и историком Г. Шраммом, российскими археологами Н. В. Анфимовым и А. А. Масленниковым. Этимолог Ю. В. Откупщиков пишет, что в методологии «индоарийских» разысканий Трубачёва наиболее слабым местом является членение «имени собственного на „значимые“ части (своего рода принцип шарады), для каждой из которых отыскиваются созвучные древнеиндийские слова и корни».

### Прочее
Историк-медиевист А. В. Назаренко считает, что в различных изысканиях Трубачёва «при всём их строгом академизме, всегда ощутимо присутствовала и их одухотворяла интуиция исторического достоинства предков: России, Руси, славянства и далее в глубину времён» и, по его мнению, «без такого метанаучного аксиологического центра редкое научное построение, сколь бы остроумным и кропотливым оно ни было, способно на длительную жизнь, теряясь в роевом мельтешении не менее остроумных контргипотез». Всё это, по мнению исследователя, «придаёт сделанному О. Н. Трубачёвым некую органическую цельность» и превращает его научный поиск «в феноменологию судьбы, где личное неразъемлемо с родовым, народным, национальным», что в конечном счёте «делает многозначительными, достойными пристального взгляда даже заблуждения» академика. Определяющим качеством Трубачёва, как считает Назаренко, «была исключительная научная добросовестность».
Историк В. А. Шнирельман отмечает, что Трубачёв удревнял историю славян в этом регионе и писал о Донской Руси, возрождая теорию Азово-Причерноморской Руси Д. И. Иловайского и ряда других авторов XIX века. По мнению Шнирельмана, отождествляя синдов с индоариями, Трубачёв возрождал донаучные взгляды, в частности, дореволюционного историка казачества Е. П. Савельева.
По мнению Шнирельмана, в ряде трудов Трубачёва имеется идеологический подтекст, обусловленный стремлением продемонстрировать «подлинное величие» древних славян, по словам Трубачёва, «то, что будит в каждом из нас не один только научный интерес, но и даёт священное право русскому, славянину любить русское, славянское…». Трубачёв, согласно Шнирельману, разделял идею борьбы с теми западными концепциями, которые якобы принижали культурный уровень древних славян.
Теория Трубачёва о близком родстве и тесных контактах между славянами и индоариями в Северном Причерноморье популяризировалась Н. Р. Гусевой, сторонником псевдонаучной арктической гипотезы. Также теория Трубачёва используются в учении русского неоязычества (Валерий Скурлатов, Юрий Петухов и др.).
Газета православно-патриотической направленности «Русский вестник» в статье «Гордость русской нации» относила академиков Б. А. Рыбакова и Трубачёва к «славянской школе».

## Память
- В доме языковеда в подмосковном Долгопрудном (микрорайон Шереметьевский) открыт музей «Словарь». На фасаде дома установлена мемориальная доска в честь академика[38].
- Мемориальный кабинет в Долгопрудненском историко-художественном музее[39].
- Начиная с 2008 года и по настоящее время департаментом образования Волгоградской области в Волгограде проводится большая научная конференция им. О. Н. Трубачёва. Помимо театральных постановок, педагогических чтений, на базе Волгоградского Государственного Университета (ВолГУ) проводится региональная конференция «Дни русского языка» имени О. Н. Трубачёва, где выставляются различные научно-исследовательские работы в различных направлениях исследования анализа различных произведений писателей, поэтов и прочих произведений среди учеников старших классов образовательных учреждений Волгограда.

## Основные работы

### Авторефераты диссертаций
- Ремесленная терминология в славянских языках: (Этимология и опыт групповой реконструкции): Автореф. дисс. на соиск. учён. степ. д-ра филол. наук. — М.: [Ин-т рус. яз. АН СССР], 1965. — 24 с.

### Монографии
- История славянских терминов родства и некоторых древнейших терминов общественного строя. — М.: Изд-во АН СССР, 1959. — 212 с. — Библиогр.: С. 202—211.
  - Переиздание: Трубачёв О. Н. История славянских терминов родства и некоторых древнейших терминов общественного строя. — Изд. 3-е. — М.: УРСС, 2009. — 242 с. — (Лингвистическое наследие XX века). — ISBN 978-5-484-01059-2. (обл.) (2-е издание — 2006)
- Происхождение названий домашних животных в славянских языках: (Этимол. исслед.). — М.: Изд-во АН СССР, 1960. — 115 с.
- Лингвистический анализ гидронимов Верхнего Поднепровья. — М.: Изд-во АН СССР, 1962. — 270 с. В соавт. с В. Н. Топоровым.
- Этимологический словарь славянских языков: (Праслав. лекс. фонд): Проспект. Проб. ст. — М.: Изд-во АН СССР, 1963. — 94 с.: карт. (подписано к печати 11 апреля 1963 г.)
- Ремесленная терминология в славянских языках (Этимология и опыт групповой реконструкции). — М.: Наука, 1966. — 416 с.
- Названия рек Правобережной Украины: Словообразование. Этимология. Этническая интерпретация. — М.: Наука, 1968. — 289 с.
- В поисках единства: взгляд филолога на проблему истоков Руси. — М.: Наука, 1992 (3-е изд. 2005).
- Indoarica в Северном Причерноморье. — М.: Наука, 1999. — 320 с. — ISBN 5-02-011675-0.
- Этногенез и культура древнейших славян: Лингвистические исследования. — М.: Наука, 2003. — 489 с. — ISBN 5-02-032661-5
- Труды по этимологии: Слово. История. Культура. В 4-х тт. (Серия: Opera etymologica. Звук и смысл). — М.: Языки славянской культуры, 2004—2009.
  - Т. 1. — 2004—800 с. — ISBN 5-9551-0048-2, ISBN 5-9557-0048-2 (ошибоч.).
  - Т. 2. — 2005—664 с. — ISBN 5-9551-0053-9, ISBN 5-9557-0053-9 (ошибоч.).
  - Т. 3. — 2008. — 800 с. — ISBN 978-5-9551-0263-4.
  - Т. 4. — 2009. — 696 с. — ISBN 978-5-9551-0324-2.

### Переводы
- Пер.: Фасмер М. Этимологический словарь русского языка: Пер. с нем. — М.: Прогресс, 1964. — Т. 1. — 562 с — (С доп.).
- Пер.: Фасмер М. Этимологический словарь русского языка: Пер. с нем. — М.: Прогресс, 1967. — Т. 2. — 671 с (С доп.).
- Пер.: Фасмер М. Этимологический словарь русского языка: Пер. с нем. — М.: Прогресс, 1971. — Т. 3. — 827 с (С доп.).
- Пер.: Фасмер М. Этимологический словарь русского языка: Пер. с нем. — М.: Прогресс, 1973. -Т. 4. — 855 с (С доп.).
- Послесловие ко второму изданию «Этимологического словаря русского языка» М. Фасмера // Фасмер М. Этимологический словарь русского языка: В 4-х т.: Пер. с нем. — 2-е изд., стереотип. — М.: Прогресс, 1986. Т. 1. — С. 563—573.
- Пер. и доп.: Фасмер М. Этимологический словарь русского языка: В 4-х т.: Пер. с нем. — 2-е изд., стереотип. — М.: Прогресс, 1986. — Т. 1. — 573 с (С доп.).
- Пер. и доп.: Фасмер М. Этимологический словарь русского языка: В 4-х т.: Пер. с нем. — 2-е изд., стереотип. — М.: Прогресс, 1986. — Т. 2. — 671 с (С доп.).
- Дополнения и исправления к томам II, III, IV издания 2-го // Фасмер М. Этимологический словарь русского языка: В 4-х т.: Пер. с нем. — 2-е изд., стереотип. — М., 1987. — Т. 3. — С. 828—831.
- Дополнения и исправления к томам III, IV издания 2-го // Фасмер М. Этимологический словарь русского языка: В 4-х т.: Пер. с нем. — 2-е изд., стереотип. — М., 1987. — Т. 4. — С. 853—861.
- К третьему изданию // Фасмер М. Этимологический словарь русского языка. В 4-х тт. Пер. с нем. — 3-е изд., стереотип. — СПб., 1996. — Т. I. — С. 4.
- Послесловие ко второму изданию «Этимологического словаря русского языка» М. Фасмера // Фасмер М. Этимологический словарь русского языка. В 4-х тт. Пер. с нем. — 3-е изд., стереотип. — СПб., 1996. — Т. I. — С. 563—573.
- Дополнения и исправления к томам II и III издания 2-го // Фасмер М. Этимологический словарь русского языка. В 4-х тт. Пер. с нем. — 3-е изд., стереотип. — СПб., 1996. — Т. III. — С. 828—831.
- Дополнения и исправления к томам III, IV издания 2-го // Фасмер М. Этимологический словарь русского языка. В 4-х тт. Пер. с нем. — 3-е изд., стереотип. — СПб., 1996. — Т. IV. — С. 853—861.
- Пер. и доп.: Фасмер М. Этимологический словарь русского языка. В 4-х тт. Пер. с нем. — 3-е изд., стереотип. — СПб.: Азбука — Терра, 1996. — Т. I — 576 с.; Т. II — 672 с.; Т. III — 832 с.; T. IV — 864 c.
- Пер. и доп.: Фасмер М. Этимологический словарь русского языка: В 4-х т.: Пер. с нем. — 2-е изд., стереотип. — М.: Прогресс, 1987. — Т. 3. — 831 с.
- Пер. и доп.: Фасмер М. Этимологический словарь русского языка: В 4-х т.: Пер. с нем. — 2-е изд., стереотип. — М.: Прогресс, 1987. — Т. 4. — 863 с.

### Статьи
- Мысли о дохристианской религии славян в свете славянского языкознания.
- Русский — Российский. История, динамика, идеология.
- РУСЬ. РОССИЯ.
- К этимологии слова собака // Крат. сообщ. Ин-та славяноведния. — 1955. — № 15. — С. 48—55.
- Принципы построения этимологических словарей славянских языков // ВЯ. — 1957. — № 5. — С. 58—72.
- Этимологический словарь славянских языков Г. А. Ильинского // ВЯ. — 1957. — № 6. — С. 91-96.
- Фасмер Макс // БСЭ. — 2-е изд. — 1958. — Т. 51. — С. 301. — Библиогр.: 5 назв. — Без подписи.
- Следы язычества в славянской лексике: (1. Trizna; 2. Pe ti; 3. Kobь) // Slav. rev. — 1958. — L. 11, № 3/4. — S. 219—231. — Рез.: словен.
- Ещё раз об этимологии слова росомаха // Крат. сообщ. Ин-та славяноведения. — 1960. — № 28. — С. 74.
- Об этимологическом словаре русского языка: [Фасмер М. Русский этимологический словарь] // ВЯ. — 1960. — № 3. — С. 60-69.
- Из истории названий каш в славянских языках // Slavia. — 1960. — Roe . 29, se? . 1. — S. 1-30.
- Несколько русских этимологий: (Бардадым, будоражить, норка, околоток, харя, худощавый, шушун) // Этимологические исследования по русскому языку. — М., 1961. — Вып. 3. — С. 41-51.
- О племенном названии уличи // Вопр. слав. языкознания. — 1961. — Вып. 5. — С. 186—190: рис.
- Славянские этимологии 29-39 // Этимологические исследования по русскому языку. — М., 1962. — Вып. 2. — С. 26—43.
- «Молчать» и «таять». О необходимости семасиологического словаря нового типа // Проблемы индоевропейского языкознания: Этюды по сравн.-ист. грамматике индоевр. яз. — М., 1964. — С. 100—105.
- Славянские этимологии 40. Слав. *gotovъ // Prace filol. — 1964. — T. 28. — S. 153—156.
- Этимологические мелочи // Этимология: Принципы реконструкции и методика исслед. — М., 1965. — С. 131—134.
- Работа над этимологическим словарём славянских языков и проблема своеобразия славянского словарного состава // Международный симпозиум. Проблемы славянских этимологических исследований в связи с общей проблематикой современной этимологии (24-31 января 1967). Программа. Тез. докл. — М., 1966. — С. 3; 8—9.
- Работа над этимологическим словарём славянских языков // ВЯ. — 1967. — № 4. — С. 34—35.
- Из славяно-иранских лексических отношений // Этимология. 1965: Материалы и исслед. по индоевр. и др. яз. — М., 1967. — С. 3—81.
- Из материалов для этимологического словаря фамилий России: (Русские фамилии и фамилии, бытующие в России) // Этимология. 1966: Пробл. лингвогеографии и межъяз. контактов. — М., 1968. — С. 3—53.
- Этимологические исследования // Теоретические проблемы советского языкознания. — М., 1968. — С. 91—105. — Библиогр.: 50 назв.
- К сравнительно-этимологической характеристике союза а и сочетаний с ним в праславянском // Вопросы филологии: К 70-летию со дня рождения И. А. Василенко. — М., 1969. — С. 332—336.
- Заметки по этимологии и сравнительной грамматике // Этимология. 1968. — М., 1971. — С. 24—67.
- Из праславянского словообразования: именные сложения с приставкой а- // Проблемы истории и диалектологии славянских языков: Сб. ст. к 70-летию В. И. Борковского. — М., 1971. — С. 267—272.
- Заметки по этимологии и сравнительной грамматике // Этимология. 1970. — М., 1972. — С. 3—20.
- Литовское nasrai ‘пасть’: Этимология и грамматика (тезисы) // Baltistica I priedas, 1972. — C. 225—226.
- Фасмер Макс // Крат. лит. энцикл. — 1972. — Т. 7. — Стб. 902—903. — Библиогр.: 5 назв.
- Лексикография и этимология // Славянское языкознание: VII Междунар. съезд славистов, Варшава, авг. 1973: Докл. сов. делегации. — М.: Наука, 1973. — С. 294—313.
- Заметки по этимологии некоторых нарицательных и собственных имён // Этимология. 1971. — М., 1973. — С. 80—86.
- Ещё раз мыслию по древу // Вопросы исторической лексикологии и лексикографии восточнославянских языков: К 80-летию С. Г. Бархударова. — М., 1974. — С. 22—27.
- Историческая и этимологическая лексикография. Праславянская лексика на б-начальное // Проблемы славянской исторической лексикологии и лексикографии: Тез. конф., Москва, окт. 1975 г. — Посвящается 50-летию Картотеки ДРС. — М., 1975. — Вып. 3. — С. 13—19.
- Заметки по балто-славянской этимологии: рус. стар., диал. овыдь лит. javide // Всесоюзная конференция по балтийскому языкознанию, 3-я, Вильнюс, 25—27 сент. 1975 г.: Тез. докл. — Вильнюс, 1975. — С. 150—155.
- Словообразование, семантика, этимология в новом «Этимологическом словаре славянских языков». 1-3 // Slawische Wortstudien: Samml. Bd. intern. Sympos. Fur etymol. Hist. Erforsch. slaw. Wortschatzes, Leipzig, 11—13. 10. 1972. — Bautzen, 1975. — S. 27—34.
- Этимология // Крат. лит. энцикл. — 1975. — Т. 8. — Стб. 984—986. — Библиогр.: 6 назв.
- Aus dem Material fur ein etymologisches Worterbuch der Familiennamen des russischen Sprachgebietes // Sowjetische Namenforschung. — Berlin, 1975. — S. 167—195.
- Этимологические исследования и лексическая семантика // Принципы и методы семантических исследований. — М., 1976. — С. 147—179. — Библиогр.: С. 178—179.
- [Выступление при открытии Конференции по проблемам славянской исторической лексикологии и лексикографии, 3-6 нояб. 1975 г.: Крат. излож.] // ВЯ. — 1976. — № 3. — С. 147.
- Лексикография и этимология // Введение в языкознание. Хрестоматия / Сост. Б. Ю. Норман, Н. А. Павленко / Под ред. проф. А. Е. Супруна. — Минск, 1977. — С. 198—204.
- Этимологический словарь славянских языков и Праславянский словарь: (Опыт парал. чтения) // Этимология. 1976. — М., 1978. — С. 3—17.
- Серебро // Восточнославянское и общее языкознание. — М., 1978. — С. 95—102.
- Этимология // БСЭ. — 3-е изд. — 1978. — Т. 30. — С. 296. — Библиогр.: 4 назв.
- Этимологические исследования восточнославянских языков: Словари // ВЯ. — 1978. — № 3. — С. 16—25.
- Из работы над русским Фасмером: К вопр. теории и практики перевода // ВЯ. — 1978. — № 6. — С. 15—24.
- Этимологический словарь: // Русский язык: Энцикл. — М., 1979. — С. 405—407: ил.
- Этимология // Там же. — С. 407—408. — Библиогр.: 4 назв.
- Русь, Россия: (Вопр. топонимики) // Сов. Россия. — 1979. — 2 сент. — (Гипотезы, предположения).
- Этимология славянских языков // Вестн. АН СССР. — 1980. — № 12. — С. 80—85.
- Реконструкция слов и их значений // ВЯ. — 1980. — № 3. — С. 3—14.
- Этимологические исследования и лексическая семантика // Березин Ф. М. История советского языкознания: Некот. аспекты общ. теории языка. Хрестоматия [Учеб. пособие для студ. филол. спец. ун-тов]. — М., 1981. — С. 222—230.
- Этимология и история культуры // Наука и жизнь. — 1981. — № 5. — С. 45—46.
- Из исследований по праславянскому словообразованию: генезис модели на * -i ninъ, *- janinъ // Этимология. 1980. — М., 1982.- С. 3—15.
- Этимологический словарь славянских языков: Праслав. лекс. фонд / Под ред. О. Н. Трубачёва. — М.: Наука, 1984. — Вып. 11. — 220 с. — Совм. с др.
- Книга в моей жизни // Альманах библиофила, вып. 16. — М.: Книга, 1984. — С. 11—25.
- Историческая и этимологическая лексикография // Теория и практика русской исторической лексикографии. — М., 1984. — С. 23—36.
- Регионализмы русской лексики на фоне учения о праславянском лексическом диалектизме // III Всесоюзная конференция по теоретическим вопросам языкознания «Типы языковых общностей и методы их изучения»: Тезисы. — М., 1984. — С. 147—149.
- Фасмер (Vasmer) Макс // Укр. сов. эцикл. — Киев, 1984.- Т. 11, кн. 1. — С. 458.
- Фасмер (Vasmer) Макс // Укр. рад. енцикл. — 2-е вид. — Киев, 1984. — Т. 11, кн. 1. — С. 535.
- Лексикография и этимология // Введение в языкознание. Хрестоматия / Сост. Б. Ю. Норман, Н. А. Павленко / Под ред. А. Е. Супруна. — Изд. 2-е. — Минск: «Высшая школа», 1984. — С. 207—212.
- О семантической теории в этимологическом словаре. Проблема омонимов подлинных и ложных и семантическая типология // Теория и практика этимологических исследований. — М., 1985. — С. 6—15.
- Gedanken zur russischen Ausgabe von Vasmers Russischem Etymologischem Worterbuch // Zf. slav. Philol. — 1986. — Bd. 46. — S. 372—383.
- Ред.: Славянская историческая и этимологическая лексикография (1970—1980 гг.): Итоги и перспективы. Сб. обзоров / Чл. редкол. — М.: ИНИОН АН СССР, 1986. — 263 с.
- К истории одной семемы XVII в.: облегчить — ? уладить, устроить дело? : (Пол. zal atwic, др.-рус. облегчитися // История русского языка и лингвистическое источниковедение. — М., 1987. — С. 233—236.
- Русь, Россия // Рус. речь. — 1987. — № 3. — С. 131—134: рис.
- Регионализмы русской лексики на фоне учения о праславянском лексическом диалектизме // Русская региональная лексика XI—XVII вв. — М., 1987. — С. 17—28. Библиогр.: 10 назв.
- [О проблеме соотношения древнерусского и церковнославянского языков: Докл. в День слав. письменности и культуры, Новгород, 24—28 мая 1988 г.: Крат. излож.] // Сов. славяноведение. — 1988. — № 6. — С. 119—120. — («Вначале было слово»).
- О языковом союзе и ещё кое о чём // Дружба народов. — 1988. — № 9. — С. 261—264.
- [О языковой ситуации в стране и путях совершенствования национально-языковых отношений: Ответы на вопросы] // Национально-языковые отношения в СССР: состояние и перспективы. — М., 1989. — С. 23—30.
- Русская культура и Русская энциклопедия // Наука и религия. — 1989. — № 10. — С. 32—34.
- Тысячелетняя жизнь народа: Начал работу Общественный совет по подготовке «Русской энциклопедии» // Сов. Россия. — 1989. — 4 янв.
- Русская энциклопедия: [Беседа] // Лит. газ. — 1989. — 22 марта. — С. 5.
- В круге втором: Нерадостные размышления о подготовке «Русской энциклопедии» // Сов. Россия. — 1989. — 4 авг.
- Русская энциклопедия: Предварит. материалы (1988—1989 гг.): От ред. // Нар. образование. — 1990. — № 1. — С. 153—154.
- Русь, Россия // Слово о русском языке: Кн. для чтения для студ.-филологов. Иностранцам о рус. яз. — М., 1991. — С. 217—220: ил.
- Этимологическая лексикография и история культуры // Русский язык и современность: Пробл. и перспективы развития русистики: Всесоюз. науч. конф., Москва, 20-23 мая 1991 г.: Докл. — М., 1991. — Ч. 1. — С. 264—277.
- Русская энциклопедия — начало пути: (Первые проб. материалы) // ЖВХО. — 1991. — Т. 36 — № 4. — С. 501.
- Вначале было слово // За изобилие. — Дек. 1992. — № 146. — С. 2.
- Русская энциклопедия // Домострой. — 1992. — № 43. — С. 12—13.
- Славянская этимология вчера и сегодня // Научн. докл. высш. школы. Филол. науки. — 1993. — № 2. — С. 3—18.
- Праславянское лексическое наследие и древнерусская лексика дописьменного периода // Этимология. 1991—1993. — М.: Наука, 1994. — С. 3—23.
- Размышления о словарях и личности лексикографа // Историко-культурный аспект лексикографического описания русского языка. — М., 1995. — С. 113—122.
- О «рябчике», «куропатке» и других лингвистических свидетелях славянской прародины и праэкологии // ВЯ. — 1996. — № 6. — С. 41—48.
- Рай // Рус. словесность. — 1996. — № 3. — С. 7.
- Русская энциклопедия и её антиподы. Хатчинсоновская карманная энциклопедия // Рус. словесность. — 1997. — № 3. — С. 12—16.
- Русская энциклопедия и её антиподы. «Карманная энциклопедия the Hutchinson» // Деловая книга. — 1997.- № 6 (54). — С. 13—14.
- Temarundam «materm maris». К вопросу о языке индоевропейского населения Приазовья. — М.: Наука, 1999. — С. 9—14.
- Человек словаря // Рязанские ведомости. — 24. 5. 2000. — Интервью с корр. Г. Гапуриной.

### Аудиозапись
- Беседы о методологии научного труда. // Незабытые голоса России: Звучат голоса отечественных филологов. Вып. I. — М.: Языки славянских культур, 2009. — С. 157—181. ISBN 978-5-9551-0327-3 Записал Л. В. Васильев 23 и 31 января 1980 г. Впервые текст лекций был опубликован в журнале «Русская словесность» 1993, № 1 и № 2.

### Рецензии
- Рецензия на книгу В. А. Сафронова «Индоевропейские прародины».
- Рец.: Черных П. Я. Очерк русской исторической лексикологии: Древнерус. период. — М., 1956. 243 с. // Кратк. сообщ. Ин-та славяноведения. — 1958. — № 25. — С. 89—106.
- Рец.: Об одном опыте популяризации этимологии: [ Шанский Н. М., Иванов В. В., Шанская Т. В. Краткий этимологический словарь русского языка: Пособие для учителя. М., 1961. 404 с.] // ВЯ. — 1961. — № 5. — С. 129—135.
- Рец.: Вахрос И. С. Наименования обуви в русском языке. 1. Древнейшие наименования — до Петровской эпохи. — Хельсинки, 1959. — 271 с. // Крат. сообщ. Ин-та славяноведения. — 1962. — № 35. — С. 99-101.
- Рец.: Из истории слов и словарей: Очерки по лексикологии и лексикографии. Л., 1963. — 184 с. // Там же. — С. 355.
- Рец.: Мартынов В. В. Славяно-германское лексическое взаимодействие древнейшей поры: (К пробл. прародины славян). — Минск, 1963. — 250 с. // Там же. — С. 357—359.
- Рец.: Rudnyckyj J.B. An etymological dictionary of the Ukrainian language. Winnipeg, 1962. Pt. 1; 1963. Pt. 2; 1964. Pt. 3. 288 p. // Там же. — С. 382—383.
- Рец.: Schulz G.V. Studien zum Wortschatz der russischen Zimmerleute und Bautischler. Berlin — Wiesbaden, 1964. XVIII+229 S. (Slav. Vero ff.: Bd. 30) // Там же. — С. 388—389.
- Рец.: Unbegaun B.O. Russian surnames. Oxford, 1972. XVIII+529 р. // Этимология, 1973. — М., 1975. — С. 191—193.